# Enzo Biliotti
Enzo Biliotti, eigentlich Lorenzo Biliotti, (* 28. Juni 1887 in Livorno; † 19. November 1976 in Bologna) war ein italienischer Schauspieler.

## Leben
Biliotti startete seine Bühnenkarriere als Ensemblemitglied der Compagnia von Luigi Carini/Olga Vittoria Gentilli und anschließend bei Gemma Bolognesi. Von 1922 bis 1924 schloss er sich Virgilio Talli an und war in der nächsten Spielzeit beim „Piccola Canobbiana“ in Mailand angestellt. Weitere Stationen waren das „Teatro d'Arte“ in der italienischen Hauptstadt und die Gruppen um Alda Borelli, Dina Galli (1927) und Dora Menichelli (1928/1929). Dann versuchte sich Biliotti in Revuen von Guido Salvati; Campo di maggio wurde ein großer Erfolg. 1931 war dann die dritte Ausgabe von Za-Bum für einige Jahre die letzte Möglichkeit, ihn auf der Bühne zu erleben. 1938 und 1946 (neben Lilia Silvi) spielte er nochmals Theater.
Der Film hatte, nach einem Stummfilm im Jahr 1922, ab 1933 mit seinen Angeboten und Möglichkeiten Biliotti die Möglichkeit zu zahlreichen Charakter- und Nebenrollen gegeben, die er bis Mitte der 1950er Jahre in etwa 80 Werken spielte; größere Erfolge waren dabei seine Interpretation von Napoleon III. in seinem ersten Tonfilm Villafranca, La contessa Castiglione im Jahr 1942 und (aus dem gleichen Jahr) sein Philipp IV. in Don Cesare di Bazan.
Biliotti war mit Lia Di Lorenzo verheiratet und bewohnte seit 1958 ein Altersheim für Schauspieler, das Bologneser „Lyda Borelli“.

## Filmografie (Auswahl)
- 1922: I promessi sposi
- 1934: Villafranca
- 1939: Der Kavalier mit der Maske (Un'avventura di Salvator Rosa)
- 1939: Reingefallen (Lo vedi come sei?)
- 1940: Sabotage auf der Esperanza (Il pirata sono io!)
- 1941: Kleine alte Welt (Piccolo mondo antico)
- 1941: Die Verlobten (I promessi sposi)
- 1945: Wer Geld hat, hat mehr vom Leben (Il mondo vuole così)
- 1948: Kritische Jahre (Anni difficili)
- 1950: Mit Schwert und Maske (Lo sparviero del Nilo)
- 1950: Süßer Reis (L'inafferrabile 12)
- 1952: Die Blinde von Sorrent (La cieca di Sorrento)
- 1952: Ewige Melodie (Melodie immortali)
- 1952: Romanze meiner Sehnsucht (Il romanzo della mia vita)^
- 1953: Frine, Sklavin der Liebe (Frine, cortigiana d'Oriente)
- 1953: Die Tochter der Kompanie (La figlia del reggimento)
- 1953: Verdi, ein Leben in Melodien (Giuseppe Verdi)
- 1954: Die Tochter der Mata Hari (La figlia di Mata Hari)
- 1955: Die schönste Frau der Welt (La donna più bella del mondo (Lina Cavalieri))
- 1957: Keine Schonzeit für Blondinen (La ragazza del Palio)